# یزدانا
یزدانا شیرکوهیانسیس (نام علمی: Yazdana shirkuhensis) گونه‌ای از گیاهان گلدار از خانواده میخکیان (نام علمی: Caryophyllaceae) و بومی ایران است. این گونه تنها عضو سرده یزدانا است.